# Merremia subsessilis
Merremia subsessilis är en vindeväxtart som först beskrevs av Courch. och Gagnep., och fick sitt nu gällande namn av N.T. Nhan. Merremia subsessilis ingår i släktet Merremia och familjen vindeväxter. Inga underarter finns listade i Catalogue of Life.